# زالتسبورگر نوکرل
زالتسبورگر نوکرل (انگلیسی: Salzburger Nockerl) یک سوفله شیرین است که به عنوان دسر، یک غذای خاص در شهر اتریش سالزبورگ زالتسبورگ سرو می‌شود.